# Jean Brucy
Jean Brucy (Montargis, 4 settembre 1962) è un pilota motociclistico e copilota di rally francese, specializzato nei rally raid, cinque volte nella top ten alla Dakar.

## Biografia
Vanta più di 20 partecipazioni al Rally Dakar, di cui 16 in moto, delle quali 12 portate a termine.
Come molti motociclisti dakariani, abbandonate le due ruote si è dato alle competizioni dei rally raid con le auto, partecipando alla Dakar in qualità di navigatore.
Il ruolo di Brucy alla KTM è sempre stato quello di seconda guida, era colui che aveva il compito di scortare il caposquadra ed eventualmente prestargli la sua assistenza, così vinse due Dakar con Fabrizio Meoni (2001 e 2002) e lo vide morire nell'edizione 2005.

## Palmarès

### Rally Dakar
| Anno | Categoria  | Equipaggio                         | Mezzo               | Pos. | Tappe |
| ---- | ---------- | ---------------------------------- | ------------------- | ---- | ----- |
| 1989 | Moto       |                                    | Honda               | 24º  |       |
| 1992 | Moto       |                                    | Honda               | 17º  |       |
| 1993 | Moto       |                                    | Honda               | Rit. | 1     |
| 1994 | Moto       |                                    | Honda               | 20º  |       |
| 1995 | Moto       |                                    | Honda               | 5º   |       |
| 1997 | Moto       |                                    | KTM                 | 7º   | 1     |
| 1998 | Moto       |                                    | BMW                 | 35º  |       |
| 1999 | Moto       |                                    | BMW                 | 20º  |       |
| 2000 | Moto       |                                    | BMW                 | 4º   |       |
| 2001 | Moto       |                                    | KTM                 | 9º   |       |
| 2002 | Moto       |                                    | KTM                 | Rit. |       |
| 2003 | Moto       |                                    | KTM                 | 4º   |       |
| 2004 | Moto       |                                    | KTM                 | Rit. |       |
| 2005 | Moto       |                                    | KTM                 | 10º  |       |
| 2010 | Auto       | navigatore di Frédéric Chavigny    | Nissan Navara       | 30º  |       |
| 2011 | Auto       | navigatore di Jean-Luc Blanchemain | Buggy MD            | Rit. |       |
| 2012 | Auto       | navigatore di Frédéric Chavigny    | Proto Atacama       | Rit. |       |
| 2013 | Auto       | navigatore di Éric Vigouroux       | Chevrolet Silverado | 22º  |       |
| 2015 | Auto       | navigatore di Pierre Lachaume      | Optimus MB3         | 15º  |       |
| 2019 | Auto       | navigatore di Jean-Pascal Besson   | Peugeot             | Rit. |       |
| 2020 | Auto       | navigatore di Jean-Rémy Bergounhe  | Buggy-LCR           | 15º  |       |
| 2021 | SSV        | navigatore di Jean-Rémy Bergounhe  | PH-Sport Zephyr     | 21º  |       |
| 2022 | Challenger | navigatore di Jean-Luc Pisson      | PH-Sport Zephyr     | 21º  |       |
| 2023 | SSV        | navigatore di Christophe Cresp     | Can-Am              | 20º  |       |
| 2024 | Challenger | navigatore di Christophe Cresp     | MMP                 | 14º  |       |
| 2025 | Challenger | navigatore di Cristophe Cresp      | MMP Can-Am T3       | 8°   | 0     |

### Altri risultati

#### Moto
- 2004 Rally d'Oriente 1° su KTM 690
- 2007 Rally di Mongolia 3° su BMW 650

#### Auto
- 2009 Rally dei Faraoni, 9° come copilota di Carlo de Gavardo
- 2010 Rally dei Faraoni, 10° come copilota di Carlo de Gavardo
- 2015 Rally di Tunisia, vincitore come copilota di Philippe Pinchedez
- 2016 Africa Eco Race, 8° come copilota di Jérémie Choiseau
- 2017 Africa Eco Race, 8° come copilota di Rémi Vautier
- 2019 Silk Way Rally, 9° come copilota di Jean-Rémy Berghoune
- 2021 Rally di Andalusia, 2° come copilota di Jean-Olivier Albaret (categoria Auto Open)